# Amor contra viento y marea
Amor contra viento y marea (título original: Dilwale Dulhania Le Jayenge, en hindi: दिलवाले दुल्हनिया ले जाएंगे, en español: El valiente de corazón se llevará a la novia), también conocida por las siglas DDLJ, es una película romántica india escrita y dirigida por Aditya Chopra y producida por Yash Chopra, que se estrenó el 19 de octubre de 1995. La cinta está protagonizada por Shahrukh Khan y Kajol, cuya trama gira en torno a Raj y Simran, dos jóvenes indios que radican en el extranjero, que durante unas vacaciones por Europa con sus amigos ambos se conocen y se enamoran. Él intenta ganarse a la familia de Simran para que la pareja pueda casarse, pero hace mucho tiempo que el padre de ella la había comprometido con el hijo de su amigo. El largometraje se filmó en India, Reino Unido y Suiza, desde septiembre de 1994 hasta agosto de 1995.
Con una recaudación de 1.06 mil millones INR (alrededor de 32 766 000 USD en 1995) en India y 160 millones INR (alrededor de 4 946 000 USD en 1995) en el extranjero, Amor contra viento y marea se convirtió en la película de Bollywood más taquillera del año y una de las cintas con mayor éxito en la India. Ganó diez Premios Filmfare, la mayor cantidad de reconocimientos para un filme hasta ese momento, y obtuvo el premio National Film a la mejor película de entretenimiento. El álbum de su banda sonora se convirtió en uno de los más populares de la década de 1990.
Muchos críticos elogiaron al largometraje en cómo se conecta con los diferentes segmentos de la sociedad, promueve al mismo tiempo fuertes valores familiares y seguir lo que te dice tu corazón. Su éxito llevó a otros cineastas a enfocarse en el público de la diáspora india, que se consideraba más lucrativo. Esto dio lugar a muchas imitaciones de su historia y estilo, y homenajes a escenas específicas. Amor contra viento y marea es una de las tres cintas en hindi en el libro de referencia 1001 películas que hay que ver antes de morir y estuvo en el puesto duodécimo en la lista de los mejores filmes de la India de todos los tiempos del British Film Institute. Es la película con mayor tiempo en cartelera en la historia del cine indio. En 2016, cumplió más de veinte años desde su estreno y todavía sigue en cartelera en el cine Maratha Mandir en Bombay.

## Argumento
Raj Malhotra (Shahrukh Khan) y Simran Singh (Kajol) son personas de la diáspora india que viven en Londres. Simran fue criada por su estricto y conservador padre, Baldev Singh (Amrish Puri), mientras el papá de Raj (Anupam Kher) era muy liberal. Ella siempre sueña con conocer a su hombre ideal. Su madre Lajjo (Farida Jalal) le advierte, al decirle que los sueños son buenos, pero uno no debe creer ciegamente que se harán realidad. Un día, Baldev recibe una carta de su amigo Ajit (Satish Shah), quien vive en Punjab, donde le dice que quiere mantener una promesa que le hizo hace más de veinte años, permitir que su hijo Kuljeet (Parmeet Sethi) se case con su hija. Ella está decepcionada y no desea casarse con alguien que no conoce.
Una noche, Raj entra en la tienda de Baldev después de la hora de cierre para comprar cerveza. El dueño le niega la venta y el joven agarra una caja de cerveza, lanza el dinero sobre el mostrador y se escapa. Baldev se enfurece y le dice que es una vergüenza para la India. Mientras tanto, el padre de Raj acepta que su hijo haga un viaje en tren por Europa con sus amigos, el mismo periplo que las amigas de Simran le invitaron a ir. Ella le pide a su papá que le deje ver el mundo antes de su matrimonio y acepta a regañadientes.
En el viaje, Raj y Simran se conocen. Él coquetea constantemente con ella, tanto que la irrita. Los dos pierden su tren a Zúrich y se separan de sus compañeros. Empiezan a viajar juntos y se convierten en amigos. Raj se enamora de Simran en el trayecto; mientras regresan a Londres, ella se da cuenta de que también está enamorada de él, así que le habla a su madre del muchacho que conoció. Baldev escucha la conversación y se enfurece con su hija, por lo que decide que la familia se mudará a India al día siguiente. Mientras tanto, Raj habla a su padre de Simran y le dice que pronto se va a casar. Sin embargo, cree que ambos se aman, entonces su papá le anima a ir tras ella.
En India, Baldev se reunió con sus parientes y su amigo Ajit. A Simran y su hermana menor Chutki les desagrada Kuljeet debido a su arrogancia. Ella no puede olvidar a Raj y está triste por tener que casarse con su prometido. Su madre le dice que se olvide del muchacho porque sabe que su padre nunca aceptará su relación. A la mañana siguiente, Simran se reencuentra con Raj después de llegar del extranjero y se aloja en la casa de ella. Esta le pide que huyan, pero este se niega y dice que solo se casarán con el consentimiento de su papá, por lo que se hace amigo de Kuljeet y ambas familias lo aceptan rápidamente. Más tarde, el padre de Raj llega a India y también se convierte en amigo de la chica y la familia de Kuljeet. Finalmente, Lajjo y Chutki descubren que Raj es el joven del que Simran se enamoró en Europa. La madre también le dice a Raj y Simran que se escapen, pero él todavía se niega. Baldev recuerda el incidente con la cerveza y reconoce al muchacho, pero finalmente lo acepta. Sin embargo, tras descubrir una fotografía de la pareja juntos en Europa, insulta y golpea al chico y le dice que se vaya.
Padre e hijo se encuentran en la estación de tren, Kuljeet, quien está enojado al enterarse del romance de Raj y Simran, llega con sus amigos y lo ataca, Baldev y Ajit detienen la pelea. El muchacho aborda el tren que sale con su papá. La chica aparece con su madre y hermana; ella trata de subirse al tren, pero la detiene Baldev. Simran le pide que la deje ir, diciendo que no puede vivir sin él. Entonces se da cuenta de que nadie puede amar a su hija más que Raj. Le deja ir y ella corre y atrapa el tren, mientras avanza.

## Reparto
Créditos adaptado del British Film Institute.
- Shahrukh Khan como Raj Malhotra.
- Kajol como Simran Singh.
- Amrish Puri como Baldev Singh Chaudhary, padre de Simran.
- Farida Jalal como Lajwanti «Lajjo» Singh, madre de Simran.
- Satish Shah como Ajit Singh, amigo de Baldev.
- Achala Sachdev como la abuela de Simran.
- Himani Shivpuri como Kammo Kaur, tía de Simran.
- Pooja Ruparel como Rajeshwari «Chutki» Singh, hermana de Simran.
- Anupam Kher como Dharamvir Malhotra, padre de Raj.
- Parmeet Sethi como Kuljeet Singh, hijo de Ajit.
- Mandira Bedi como Preeti Singh, hija de Ajit.
- Anaita Shroff Adajania como Sheena, amiga de Simran.
- Karan Johar y Arjun Sablok como amigos de Raj.

## Producción

### Origen y proceso del guion
Aditya Chopra ayudó a su padre, el director y productor Yash Chopra, en la realización de Chandni (1989), Lamhe (1991) y Darr (1993). Durante este tiempo, Aditya escribió varios de sus propios guiones, incluso uno que asumió que sería su primera película, pero con el tiempo se convirtió en la segunda, Mohabbatein (2000). Trabajó en la historia que luego sería Amor contra viento y marea por tres años, tiempo en el que le pidió a su papá que la dirigiera, pero este no quería y trató de persuadir a su hijo para que lo hiciera él mismo. A medida que conversaban sobre el libreto, Aditya tuvo la idea de que Raj buscaría el permiso del padre de Simran para casarse con ella, en lugar de fugarse. Luego se entusiasmó con la posibilidad de dirigir el filme y se decidió a debutar como director después de que su madre, la cantante de playback Pamela Chopra, estuviera de acuerdo con el argumento. Aditya quería hacer una cinta «sana» que la gente pudiera ver en repetidas ocasiones y pretendía apartarse de la trama típica de la época, en la que los amantes se escapan cuando sus padres se oponen y mostrar que si su amor era lo suficientemente fuerte, ellos finalmente aceptarían.
En mayo de 1994, Aditya leyó el primer borrador del guion a varios miembros del equipo de producción de Yash Raj Films asignados para trabajar con él, entre ellos un director de fotografía, un director de arte y un escritor de diálogos. No estaban impresionados, pero el director se mantuvo firme en sus ideas. Su padre, que era el productor, le dio el control total e hizo la película de acuerdo con sus propios gustos y sensibilidades. El cineasta luchó tanto con el escritor de diálogos Javed Siddiqui y la letrista de canciones Anand Bakshi para desarrollar palabras que tuvieran «sonido juvenil», que hubo enfrentamientos personales por aparecer en los créditos del guion final. Honey Irani, la amiga de Pamela, consideró que merecía una mención que no recibió por el libreto y Siddiqui opinó que Aditya no merecía crédito parcial por el diálogo. Después de Amor contra viento y marea, ninguno de ellos volvió a trabajar en Yash Raj Films. Luego de aprobar el guion, a Yash se le consultó acerca de los temas, pero generalmente dejó el proceso creativo a su hijo y negó tajantemente haber sido un director fantasma en el proyecto. No filmó ni un solo cuadro y ni siquiera vio partes de la cinta hasta que estaba casi terminada.

### Selección del reparto
Aditya originalmente deseaba que la película fuera de una relación entre una india y un estadounidense, por lo que pretendía que Tom Cruise tuviese el papel de Raj, pero Yash le disuadió de esto, ya que no quería utilizar una estrella extranjera. Ambos decidieron que sus personajes serían de la diáspora india. El director le propuso a Shahrukh Khan interpretar a Raj, aunque el actor no estaba interesado inicialmente debido a la naturaleza romántica del personaje y porque había tenido éxito interpretando a villanos. El cineasta le ofreció a Saif Ali Khan el rol protagónico porque tenía problemas para convencer a Khan. Saif rechazó la propuesta por razones desconocidas, al igual que Aamir Khan, lo que causó que le insistiera al primero. Aditya y Shahrukh tuvieron cuatro reuniones durante varias semanas, finalmente el director logró convencerlo luego de decirle que nunca podría ser una superestrella a menos que se convierta en «el hombre de los sueños de cada mujer y el hijo de los sueños de cada madre». Desde entonces, el artista expresó su agradecimiento al cineasta por ayudar a hacer de él una estrella con esta película. Shahrukh dijo que el actor Salman Khan también le animó a tomar el papel, ya que pensaba que la cinta iba a ser muy exitosa. Igualmente señaló las similitudes en el guion del filme a su relación con Gauri Khan antes de su matrimonio.
Kajol era la primera opción para interpretar a Simran, a lo que aceptó rápidamente, ya que era buena amiga de Aditya. Ella y Shahrukh habían trabajado juntos en las películas Baazigar (1993) y Karan Arjun (1995). La actriz dijo que era muy difícil relacionarse con su personaje, mientras el actor afirmó que la personalidad de Raj era muy similar a la suya. El director eligió el nombre del protagonista y la mandolina que toca, basado en su admiración por Raj Kapoor. Después de una exitosa prueba de cámara, se escogió a Parmeet Sethi en lugar de Armaan Kohli para el rol de Kuljeet Singh. Además de su asistente de dirección Sameer Sharma, el cineasta pidió dos asistentes adicionales, su hermano Uday Chopra y su amigo Karan Johar, este último también actuó en un pequeño papel en la película como amigo de Raj. Sharmishta Roy se encargó de la dirección de arte del filme y Manish Malhotra del diseño de vestuario. Mientras Malhotra tenía muchas nuevas ideas, Aditya quiso mantener el estilo de ropa simple; no deseaba que los atuendos distrajeran de la historia. A pesar de esto, el diseñador fue responsable de que Simran tenga puesto un vestido verde en la canción «Mehndi Laga Ke Rakhna», un color inusual para una novia panyabí.

### Filmación

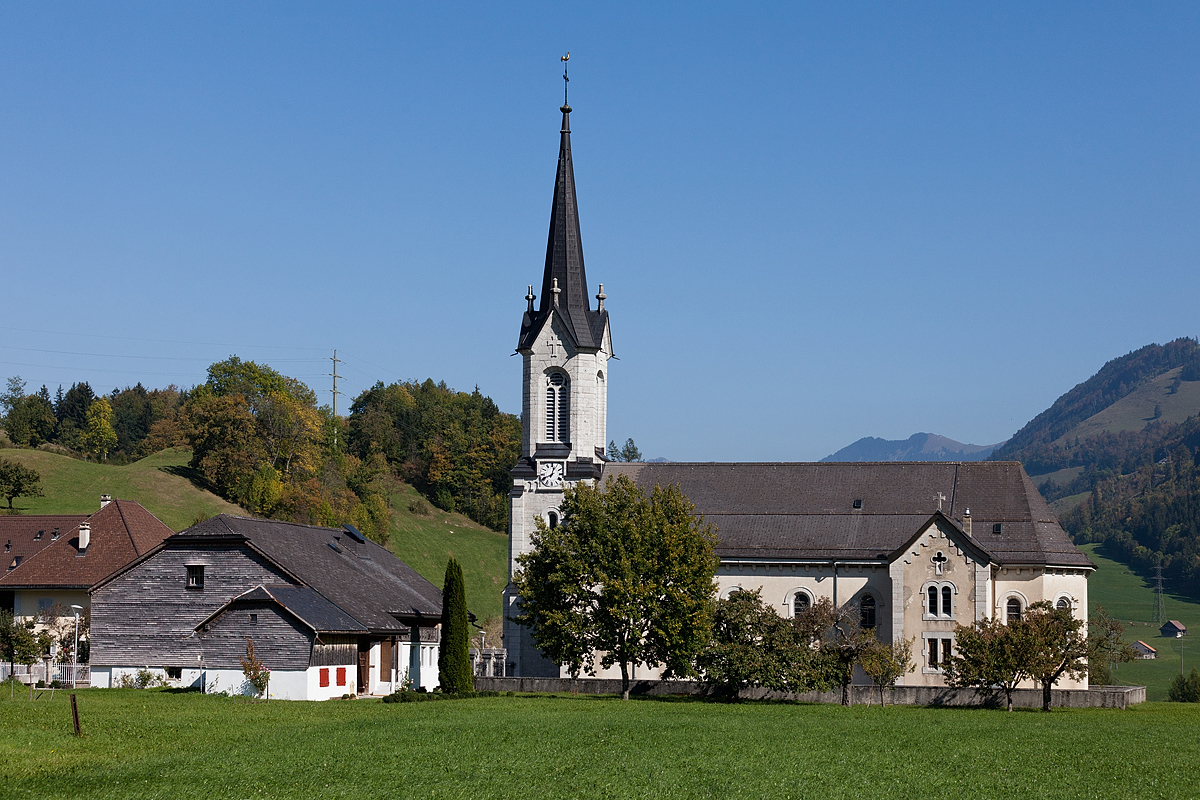
La Iglesia de Saint Grat en Montbovon, uno de los lugares de rodaje en Suiza.

Amor contra viento y marea se filmó entre septiembre de 1994 y agosto de 1995. La primera secuencia grabada fue la canción «Ho Gaya Hai Tujhko» con Kajol y Shahrukh en Suiza. Las escenas del viaje europeo y las canciones fueron rodadas en Saanen, Montbovon y Gstaad, Suiza. Otras escenas se filmaron en Inglaterra, en lugares que incluyen Trafalgar Square, la estación de King's Cross y la estación Angel. El director de fotografía Manmohan Singh, un colaborador habitual de Yash, se encargó de «Tujhe Dekha To», que incluye la escena con la pareja en los campos de mostaza de Gurgaon a las afueras de la Región de la Capital Nacional de Delhi. El elenco enfrentó dificultades mientras grababa la secuencia final, que muestra a Simran corriendo para subir al tren en el que viaja Raj. El calor ardiente dificultaba el rodaje y cada vez que había una nueva toma, el tren tardaba veinte minutos en regresar.
Saroj Khan fue la coreógrafa la mayor parte de la producción, pero después de varias disputas con Aditya, la reemplazó Farah Khan cerca del final de la filmación. Tras el éxito de la película, Saroj se disculpó con el director por subestimarlo, pero nunca trabajó con él de nuevo. Farah se encargó de la coreografía de la canción «Ruk Ja O Dil Deewane», en la cual el cineasta no le dijo a Kajol que Shahrukh iba a soltarla, ya que quería captar su reacción genuina. La actriz Kirron Kher sugirió el título original, proveniente del tema «Le Jayenge Le Jayenge» de la cinta Chor Machaye Shor (1974). El personaje de Raj canta partes de esta canción durante la historia y se repite al final. Se cree que es la única película de Bollywood con un crédito de «Título sugerido por». El filme se ha conocido universalmente por el acrónimo DDLJ.
Hacia el final de la fotografía principal, Shahrukh tuvo que dividir su tiempo entre esta película y Trimurti (1995), por lo que pasó la mitad de su día en cada cinta. A principios de agosto de 1995, mientras el rodaje de Amor contra viento y marea aún no había terminado, se decidió una fecha de estreno para octubre alrededor de la época del festival de Diwali. A los compositores Jatin y Lalit Pandit se les dieron diez días para completar la banda sonora y las primeras copias se imprimieron el 30 de septiembre. Después de culminar la filmación, Aditya decidió hacer un documental al estilo de Hollywood del proceso de realización del filme, algo que no se había hecho antes en la India. Karan Johar y Uday se hicieron cargo porque ya habían estado grabando algunos de los procesos. El 18 de octubre, dos días antes del lanzamiento del largometraje, el especial de 30 minutos Dilwale Dulhania Le Jayenge, The Making se transmitió en la televisión por Doordarshan.

## Temas
Amor contra viento y marea repite la agenda conservadora habitual de la familia, el cortejo y el matrimonio, pero propone que las costumbres de las familias indias son activos portátiles que se pueden mantener independientemente del país de residencia. Para probar esto, Raj, un indio que creció en Londres, es presentado como el «chico bueno», mientras Kuljeet, criado en la India, es retratado como el villano. Se trata de una inversión de los papeles en las típicas películas del país, que por lo general presentan a los indios como moralmente superiores a los occidentales. Aquí, las personas de la diáspora son reconocidas como potenciales modelos de ciudadanos indios.
La historia tiene como objetivo captar la lucha entre los valores tradicionales de la familia y el valor moderno del individualismo. Aunque Raj y Simran quieren estar juntos, independientemente de los planes de su padre para ella, el muchacho intenta ganarse al papá de su novia en lugar de simplemente fugarse con la chica. En esta y otras historias indias, los valores familiares se consideran más importantes que la trama romántica. Valores morales y normas de conducta tienen prioridad sobre los deseos individuales. La cinta implica que la «Indianidad» puede ser definida por la importancia de la vida familiar; ya sea en casa o en el extranjero, es el sistema de familia del país que es reconocida como la institución social que más define la identidad india.
La pureza o santidad de las mujeres se relaciona con la nación. En la escena después de que Raj y Simran pasaron la noche juntos, y a ella le preocupa que haya sucedido algo, él le dice: «Crees que soy un canalla, pero soy indostanés y sé lo que el izzat (honor) significa para las mujeres hindúes. Confía en mí, nada pasó anoche». Esto habla de la diáspora india y su necesidad de tratar de mantener su sistema de valores, y la responsabilidad del hombre para proteger la pureza sexual de la mujer india. En The Routledge Encyclopedia of Films, Ranjani Mazumdar dijo que el filme tiene un tema recurrente de los deseos incumplidos, que se ejemplifica cuando el padre de Raj le dice que disfrute de la vida en su lugar porque la suya fue difícil y la madre de Simran que le aconseja que huya con el muchacho, ya que ella fue incapaz de vivir sus propios sueños.
Scott Jordan Harris, un escritor del sitio web de Roger Ebert, dijo que la popularidad de la película reside en su capacidad de transmitir con eficacia dos temas opuestos que apelan a diferentes partes de la sociedad. Señaló que: «Sostiene que debemos seguir a nuestros corazones y perseguir la felicidad donde sea que se encuentre, sin importar los obstáculos en nuestro camino y al mismo tiempo que sugiere que deberíamos respetar las costumbres de nuestros ancestros, en particular de nuestros padres, y no hacer nada que desafíe su voluntad». Rachel Dwyer afirmó que el filme era importante por presentar el casamiento como un entendimiento entre los padres e hijos. Mientras se lucha contra la antigua tradición del matrimonio concertado, todavía se alienta la importancia de la búsqueda del consentimiento de los padres, incluso para una unión con amor. Según Patricia Uberoi, Amor contra viento y marea repite el tema de Hum Aapke Hain Koun..! (1994) de una manera consciente de sí mismo y a la vez su vinculación explícita al hecho de que los protagonistas tienden a recordarse entre ellos lo que significa ser un indio.

## Banda sonora
La música de Amor contra viento y marea cuenta con siete canciones compuestas por Jatin Lalit, un dúo formado por los hermanos Jatin y Lalit Pandit. Anand Bakshi escribió las letras y Lata Mangeshkar, Asha Bhosle, Kumar Sanu, Abhijeet Bhattacharya y Udit Narayan las interpretaron. Se consideró a Jatin Lalit para el trabajo cuando la cantante Asha Bhosle contactó a Yash Chopra después de conocer al dúo, que sería su primera colaboración con Yash Raj Films. El dueto se aseguró el puesto luego de cantarle a Yash «Mehndi Laga Ke Rakhna», a cambio, se garantizó que Asha cante un tema, «Zara Sa Jhoom Loon Main». Pamela Chopra ayudó a seleccionar melodías e instrumentos para darle a algunos temas un sabor punjabí. Bhasker Gupta, escritor de AllMusic, dijo que la banda sonora de Jatin Lalit era la mejor de su carrera y que «marcó el comienzo de la quinta ola en el cine indio».
La banda sonora se convirtió en la más vendida del año en Bollywood con 12 millones de unidades despachadas según HMV, aunque se estima el mismo número o que más copias fueron pirateadas. Más de 1 millón de esos ejemplares se enviaron antes del estreno de la película con una ganancia por adelantado de 10 millones INR para Yash por los derechos de la música. Gulshan Kumar lanzó una versión no oficial de la banda sonora bajo su sello T-Series, tanto las cifras de la edición oficial de HMV como de la no oficial de T-Series ascendieron a 20 millones de unidades. El número total de ventas estimadas, incluidas las copias pirateadas, oscila entre 25 millones y más de 100 millones.
En 2005, se eligió al álbum como la mejor banda sonora en hindi de todos los tiempos por los visitantes del sitio web BBC Asian Network. Anand Bakshi ganó su tercer premio Filmfare al mejor letrista después de 14 años, de las dos nominaciones para este filme. El tema de la boda «Mehndi Laga Ke Rakhna» de la cinta se convirtió en unos de los más grandes éxitos de todos los tiempos; se toca en las bodas a través de la diáspora del sur de Asia. A continuación la lista de canciones.
| N.º | Título                    | Cantantes                          | Duración |  |
| 1.  | «Ghar Aaja Pardesi»       | Manpreet Kaur, Pamela Chopra       | 7:29     |  |
| 2.  | «Ho Gaya Hai Tujhko»      | Lata Mangeshkar, Udit Narayan      | 5:49     |  |
| 3.  | «Mehndi Laga Ke Rakhna»   | Lata Mangeshkar, Udit Narayan      | 4:50     |  |
| 4.  | «Mere Khwabon Mein»       | Lata Mangeshkar                    | 4:30     |  |
| 5.  | «Ruk Ja O Dil Deewane»    | Udit Narayan                       | 5:14     |  |
| 6.  | «Tujhe Dekha To»          | Lata Mangeshkar, Kumar Sanu        | 6:41     |  |
| 7.  | «Zara Sa Jhoom Loon Main» | Asha Bhosle, Abhijeet Bhattacharya | 5:51     |  |

## Lanzamiento

### Taquilla
Amor contra viento y marea se estrenó el 20 de octubre de 1995 y con entradas agotadas. Cada proyección en todos los cines de Bombay —excepto uno— estaban completamente llenos la primera semana. La película se hizo popular entre los residentes de la India y la diáspora. En el cine Naz de San Francisco que tiene 720 asientos, 1000 personas llegaron para la primera función y el personal del complejo se vio obligado a programar otra exhibición más tarde esa noche. En el Reino Unido, el filme se mantuvo en cartelera por más de un año, y en 2017, la sala de cine del Maratha Mandir en Bombay lo ha estado proyectando durante más de 19 años.
La película obtuvo 1.06 mil millones INR (estimado en 32 766 000 USD en 1995) en la India y 160 millones INR (estimado en 4 946 000 USD en 1995) en el extranjero; se convirtió en la más taquillera del año en Bollywood, y el segundo filme con mayores ingresos de los años 1990 detrás de Hum Aapke Hain Koun..!. Era la segunda cinta de Bollywood que recaudó más 1 mil millones INR a nivel mundial, y uno de los mayores éxitos de taquilla de Bollywood de todos los tiempos. Con el ajuste por inflación Amor contra viento y marea es uno de los largometrajes en hindi con mayor recaudación; su ingreso neto doméstico (533 millones INR en ese momento) es de aproximadamente 4.613 mil millones INR (71 millones USD). Hasta 2009, la película había generado más de 60 millones INR (890 000 USD) en el Maratha Mandir desde su estreno. En años posteriores, ese cine pasó a tener una función matiné por día y redujo el precio de la entrada, con un promedio de alrededor del 50 % de asistencia.

### Crítica
Amor contra viento y marea recibió muchas críticas favorables. Una revisión inicial de la revista semanal Screen dijo de Aditya Chopra que «un joven maestro llega». Tom Vick de Allmovie escribió: «Una película sumamente agradable, Amor contra viento y marea realiza una hazaña que rara vez se logra el extender una trama predecible a lo largo de tres horas y haciendo cada minuto agradable». Mientras el filme se exhibió en los Estados Unidos se presentó como parte del cine de India en el «The Changing Face of Indian Cinema», Charles Taylor en su reseña de la cinta para Salon declaró: «Es defectuosa, una película contradictoria—agresiva y tierna, severa y graciosa, estereotipada y fresca, sofisticada e ingenua, tradicional y moderna—. Es también, yo pienso, un clásico».
La escritora de NDTV, Anupama Chopra dijo: «Tal vez la inocencia del romance de Raj y Simran en el que pueden pasar la noche juntos sin tener sexo porque Raj, el británico de la diáspora india entiende la importancia del honor de una mujer india. Quizás es la forma en la que la película reafirma ingeniosamente el status quo patriarcal y funciona para todos las circunscripciones—la diáspora india y los nativos—. O tal vez es la magia de Shahrukh Khan y Kajol que crearon un modelo para el amor moderno, que estaba renovado y fresco, pero resueltamente indio». También llamó a la cinta un hito que dio forma a través de la década de 1990 al cine hindi y uno de sus favoritos personales. En 2004, Meor Shariman de The Malay Mail señaló que los fanáticos de Bollywood «deben ver» el filme y también aquellos que buscan una introducción a Bollywood.
Raja Sen hizo un análisis reflexivo para Rediff.com en 2005, llamó al filme una de las mejores películas hindi realizadas en los últimos veinte años y dijo que «Shahrukh Khan da una actuación fabulosa, redefinió al amante de la década de 1990 con gran estilo», además que nombró a Kajol como una «actriz de la vida real trayendo calor y credulidad» para su papel. Sen encontró a la cinta bien equilibrada y consideró que solo la escena de lucha y algún tipo de diálogo entre madre e hija son las únicas con las que no te sientes identificado. En 2012, Omer M. Mozaffar, un escritor del sitio web de Roger Ebert, comparó al largometraje con una historia de Princesas Disney, dijo que «la sensación de la princesa joven atrapada por el patriarcado tradicional, buscando libertad a través del descubrimiento del mundo, pero finalmente la encuentra a través del silencio, pero el amor es inapropiado. La Sirenita. Bella (La Bella y la Bestia). Jasmín (Aladdín). Pocahontas. Aurora (La bella durmiente). Y aquí, Simran». En 2014, Scott Jordan Harris, otro crítico de Roger Ebert, la eligió como «una sus películas favoritas en el mundo» y afirmó que retrata una telenovela magistral con una de las mejores parejas en pantalla nunca vista. Sogosurvey hizo una encuesta en línea en 2016 en el que aproximadamente el 47 % de las personas que participaron votaron por Amor contra viento y marea como la mejor historia de amor de Bollywood.

### Premios
The Times of India colocó a Amor contra viento y marea en su lista de las «10 películas de Bollywood que hay que ver antes de morir». Se convirtió en una de las tres cintas en hindi que apareció en el libro de referencia de filmes 1001 películas que hay que ver antes de morir, las otras son Madre India (1957) y Deewaar (1975). Alcanzó el duodécimo lugar en el conteo de las mejores películas de la India de todos los tiempos del British Film Institute. Es uno de los filmes que figura en los «más grandes éxitos de taquilla del cine en hindi» según Box Office India. La película ganó un National Film Award y diez Premios Filmfare, y estableció el récord de mayor cantidad de reconocimientos hasta ese momento.
| Premios                   | Categoría                            | Nominados                                         | Resultado | Ref            |
| ------------------------- | ------------------------------------ | ------------------------------------------------- | --------- | -------------- |
| 43.º National Film Awards | Mejor película de entretenimiento    | Yash Chopra Aditya Chopra                         | Ganador   | [ 100 ]        |
| 41.º Filmfare Awards      | Mejor película                       | Yash Chopra                                       | Ganador   | [ 71 ] [ 101 ] |
| 41.º Filmfare Awards      | Mejor director                       | Aditya Chopra                                     | Ganador   | [ 71 ] [ 101 ] |
| 41.º Filmfare Awards      | Mejor actor                          | Shahrukh Khan                                     | Ganador   | [ 71 ] [ 101 ] |
| 41.º Filmfare Awards      | Mejor actriz                         | Kajol                                             | Ganador   | [ 71 ] [ 101 ] |
| 41.º Filmfare Awards      | Mejor actriz de reparto              | Farida Jalal                                      | Ganador   | [ 71 ] [ 101 ] |
| 41.º Filmfare Awards      | Mejor papel cómico                   | Anupam Kher                                       | Ganador   | [ 71 ] [ 101 ] |
| 41.º Filmfare Awards      | Mejor letrista                       | Anand Bakshi («Tujhe Dekha To»)                   | Ganador   | [ 71 ] [ 101 ] |
| 41.º Filmfare Awards      | Mejor guion                          | Aditya Chopra                                     | Ganador   | [ 71 ] [ 101 ] |
| 41.º Filmfare Awards      | Mejor diálogo                        | Aditya Chopra, Javed Siddiqui                     | Ganador   | [ 71 ] [ 101 ] |
| 41.º Filmfare Awards      | Mejor cantante de playback masculino | Udit Narayan («Mehndi Laga Ke Rakhna»)            | Ganador   | [ 71 ] [ 101 ] |
| 41.º Filmfare Awards      | Mejor actor de reparto               | Amrish Puri                                       | Nominado  | [ 71 ] [ 101 ] |
| 41.º Filmfare Awards      | Mejor director de música             | Jatin Lalit                                       | Nominado  | [ 71 ] [ 101 ] |
| 41.º Filmfare Awards      | Mejor cantante de playback masculino | Kumar Sanu («Tujhe Dekha To»)                     | Nominado  | [ 71 ] [ 101 ] |
| 41.º Filmfare Awards      | Mejor letrista                       | Anand Bakshi («Ho Gaya Hai Tujhko To Pyar Sajna») | Nominado  | [ 71 ] [ 101 ] |
| Screen Awards             | Mejor película                       | Yash Chopra                                       | Ganador   | [ 102 ]        |
| Screen Awards             | Mejor director                       | Aditya Chopra                                     | Ganador   | [ 102 ]        |
| Screen Awards             | Mejor actor                          | Shahrukh Khan                                     | Ganador   | [ 102 ]        |

## Legado

### Histórico tiempo en cartelera

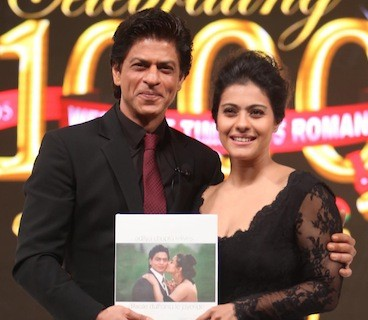
Shahrukh Khan y Kajol celebrando las 1000 semanas de cartelera consecutivas de Amor contra viento y marea en 2014.

En 2001, Amor contra viento y marea superó a Sholay (1975), que estuvo por más de cinco años en el Minerva theatre, como la película con más tiempo en cartelera del cine hindi. Se ha proyectado en el cine Maratha Mandir (que era famoso por haber exhibido a Mughal-e-Azam (1960) por tres años) desde su estreno original en 1995. A menudo hay personas en la audiencia que han visto el filme 50 o más veces, pero todavía aplauden, vitorean, repiten los diálogos y cantan las canciones, se le hace comparaciones con The Rocky Horror Picture Show (1975), la de mayor tiempo de proyección en los Estados Unidos.
Cuando una huelga de cines a principios de 2011 puso en peligro la proyección ininterrumpida del filme, el productor Yash Chopra se contactó con los propietarios de la sala para tratar de asegurar la permanencia en cartelera del largometraje. Se esperaba que la película seguiría en exhibición al menos 1000 semanas, que se logró en diciembre de 2014. Para conmemorar el suceso, los miembros del reparto Shahrukh Khan, Kajol, Anupam Kher, Farida Jalal, Mandira Bedi y Pooja Ruparel aparecieron en el programa de televisión Comedy Nights with Kapil. La pareja de protagonistas y el director Aditya Chopra también asistieron a un chat en vivo con los seguidores y un evento de gala en el cine el 12 de diciembre. El mismo día, se presentó un libro de mesa escrito por el cineasta acerca de la realización de la película. También en diciembre, Yash Raj Films anunció una colección conmemorativa disponible, mercancías con licencia de diversos proveedores para marcar el evento. La administración del Maratha Mandir finalizó la racha del filme después de 1009 semanas el 19 de febrero de 2015 debido a la baja asistencia (la última función fue vista por 210 personas). Sin embargo, después de un gran apoyo de los aficionados y conversaciones con la productora, decidieron reincorporar a la película. Al 16 de marzo de 2020, se había estado mostrando durante 1251 semanas (24 años). Un trabajador del cine desde hace 46 años, ha visto la película más de 9000 veces.

### Influencia
Amor contra viento y marea dio lugar a muchas imitaciones de su historia y estilo, especialmente a lo largo de la década de 1990. De acuerdo con la Encyclopaedia of Hindi Cinema, esta y un puñado de otras películas con directores jóvenes comenzó una tendencia para «diseñar» filmes. Los autores dijeron que se trataba de «un producto cuidadosamente empaquetado y marcado en cada pequeño detalle visual y físico ... es de suma importancia». En Bollywood's Top 20: Superstars of Indian Cinema, Namrata Joshi dijo que Amor contra viento y marea «reinventó los romances de Bollywood tan firmemente que podemos perfectamente dividir en dos épocas—antes de DDLJ y después de DDLJ—».
Yash Raj Films era conocido previamente por el uso de lugares fuera de la India para item numbers en sus filmes. Amor contra viento y marea comenzó la tendencia de las películas diseñadas para atraer a la diáspora india, que tiene rodajes en el extranjero como parte integrante de la historia. Los personajes son de la diáspora y tienden a ser capaz de moverse con facilidad entre la India y Occidente. Algunas películas posteriores que siguieron esta tendencia incluyen Pardes (1997), Kabhi Khushi Kabhie Gham ... (2001), Kal Ho Naa Ho (2003), Salaam Namaste (2005), Neal 'n' Nikki (2005) y Kabhi Alvida Naa Kehna (2006). Amor contra viento y marea se convirtió en el primer éxito de taquilla en hindi que presenta a personas de la diáspora india como protagonistas. Esto ayudó a establecer el mercado en la diáspora como una fuente vital de ingresos para la industria; eso fue visto como una inversión financiera más segura que el mercado desi.
Varias películas posteriores han rendido homenaje a Amor contra viento y marea. La producida por Karan Johar Humpty Sharma Ki Dulhania (2014) se inspiró directamente en ella. Los filmes Jab We Met (2007), Bodyguard (2011), Chalo Dilli (2011), Yeh Jawaani Hai Deewani (2013) y Una travesía de amor (2013) incluyen escenas similares a la secuencia del tren culminante, en el que una mujer está corriendo para coger un tren en movimiento y es ayudada por un hombre a bordo con su brazo extendido. La cinta británica Slumdog Millionaire (2008) contenía una escena similar de tren y su secuencia de baile se filmó parcialmente en la misma estación de tren como el final de Amor contra viento y marea.

### Impacto
El público apreció la química entre Shahrukh Khan y Kajol, que más tarde trabajaron juntos en varias películas exitosas que incluyen Algo sucede en mi corazón (1998), Kabhi Khushi Kabhie Gham... (2001), Mi nombre es Khan (2010) y Pasión del corazón (2015), y se les conoce a menudo como la pareja más amada en pantalla del cine indio. El actor agradeció participar en el filme, ya que lo convirtió en una estrella, y dijo que la cinta «cambió toda la escena para las películas románticas de los años 90». Durante una entrevista en 2002, afirmó: «Sea lo que sea lo que represente como actor, en toda mi carrera, cada vez que termine, iniciará y terminará en Dilwale». La actriz Farida Jalal consideró que el largometraje le dio a su carrera un gran impulso, dijo que tenía muchas ofertas y «podía citar cualquier precio». También ayudó a la carrera de los jóvenes como Pooja Ruparel, quien recibió propuestas de trabajo, y de Sharmistha Roy.
El British Film Institute (BFI) encargó un libro sobre Amor contra viento y marea, escrito por Anupama Chopra y publicado en 2002. Se convirtió en la primera película en hindi elegida para una serie de estudios sobre el cine internacional, llamada «BFI Modern Classics». Se lanzó una edición de bolsillo por Harper-Collins como Dilwale Dulhania Le Jayenge: The Making of a Blockbuster en 2004. Después de un largo retraso inexplicable, Yash Raj Films puso a la venta el DVD del filme en 2002. El lanzamiento incluyó los documentales The Making y 300 Weeks Celebration, Success Story (lo más destacado del estreno), vídeos de la ceremonia del 41.º Premios Filmfare y otras entrevistas.
En 2006, los miembros del equipo de la película fueron honrados en una cena para celebrar las 500 semanas en cartelera del filme desde su estreno. El evento lo organizó el Consulado General de Suiza en Bombay y por Switzerland Tourism. En 2010, Yash Raj Films firmó un acuerdo con las compañías de viajes de la India y Suiza para proporcionar un paquete turístico llamado «YRF Enchanted Journey», para permitir a los visitantes en Suiza ver los lugares de rodaje utilizados para las películas de la productora que incluye Amor contra viento y marea. En 2014, Yash Raj Films publicó Aditya Chopra Relives ... Dilwale Dulhania Le Jayenge (As Told to Nasreen Munni Kabir), un libro acerca de la realización de la película. En respuesta al primer ministro indio Narendra Modi que mencionó la línea «Que la fuerza te acompañe» de la saga cinematográfica Star Wars durante una visita a los Estados Unidos, el presidente Barack Obama decidió citar a la cinta en hindi durante su visita a la India en enero de 2015. Eligió una frase del filme, «Señorita, bade bade deshon mein ...» (Señorita, en los países grandes ...), y agregó «sabes lo que quiero decir».

## Obras adicionales
- Chopra, Aditya; Kabir, Nasreen Munni (12 de diciembre de 2014). Aditya Chopra Relives ... (Dilwale Dulhania Le Jayenge: As Told to Nasreen Munni Kabir) (en inglés). Yash Raj Films. ISBN 978-93-5196-188-8.
- Sharpe, Jenny (2005). «Gender, Nation, and Globalization in Monsoon Wedding and Dilwale Dulhania Le Jayenge». Meridians: feminism, race, transnationalism (en inglés) 6 (1): 58-81. doi:10.1353/mer.2005.0032.